# Hans Howaldt
Hans Howaldt   (Kiel, 12 de novembre de 1888 - Bad Schwartau, 6 de setembre de 1970) va ser un militar i regatista alemany.
Com a militar fou comandant d'un U-Boot de la Kaiserliche Marine durant la Primera Guerra Mundial. A la seva fi va ser promogut a Kapitänleutnant. També va lluitar durant la Segona Guerra Mundial. Va rebre diverses condecoracions en reconeixement dels seus èxits militars.
Com a esportista va destacar la seva participació en els Jocs Olímpics de Berlín de 1936, on va guanyar la medalla de bronze en la competició de 8 metres del programa de vela, a bord del Germania III.